# Mijn broer de indiaan
Mijn broer de indiaan is het 55ste stripalbum van De Blauwbloezen. De oorspronkelijke Franse titel luidt Indien, mon frère. De strip werd getekend door Willy Lambil, het scenario werd geschreven door Raoul Cauvin en de inkleuring gebeurde door studio Leonardo. Het verhaal werd voorgepubliceerd in weekblad Spirou (nr 3829 tot 3834). Het album werd uitgebracht in 2011 door uitgeverij Dupuis.

## Verhaallijn
De 22ste cavalerie heeft een tekort aan paarden. Blutch heeft zijn paard verstopt, het paard van Chesterfield staat te trillen op z'n benen en heeft waarschijnlijk Parkinson en het paard van Stark kan ook niet meer verder. Blutch en Chesterfield worden dan aangewezen om nieuwe paarden te gaan kopen bij de Comanches. Ze gaan eerst naar Fort Bow, daar pikken ze Zilverveer, een indiaan die ze al eerder ontmoet hadden, op. In een eerder album (Een huwelijk in Fort Bow) trouwde Blutch zogenaamd met Mathilde, om te voorkomen dat zij met Grijze Wolf, het opperhoofd, moest trouwen. Grijze Wolf komt nu weer langs in Fort Bow, omdat hij nog steeds niet gelooft dat Blutch echt met Mathilde is getrouwd. Hij wil zien of Blutch dan bij haar blijft om papooses te maken. Gelukkig kan de kolonel ze dan op tijd wegsturen op missie. Ze verkleden zich als kolonisten en gaan op weg. Ze stuiten dan op een troep zuidelijke soldaten. Kolonel Bourland, de leider van die troep, heeft als motto "Een goede indiaan is een dode indiaan". Als ze hem hebben verteld dat ze kolonisten zijn die een plaats zoeken om zich te vestigen raadt hij ze aan naar Fort Cobb te gaan, daar kunnen ze veilig overnachten. Als ze daar aankomen wordt Zilverveer ontmaskerd en gevangengezet bij een paar andere Comanches, die eerder al zijn opgepakt. Blutch en Chesterfield slagen erin Zilverveer en de andere indianen te bevrijden en te ontsnappen. Een van de indianen blijkt sprekend op Blutch te lijken, zijn tweelingbroer?

## Achtergrond
Kolonel James Bourland, die figureert in dit verhaal, is een historische figuur. Hij was verantwoordelijk voor een massa-executie van vermeende unionisten in Gainesville, Texas tijdens de Amerikaanse Burgeroorlog. Tekenaar Lambil beschikte maar over één foto van slechte kwaliteit van de echte kolonel Bourland. Omdat er nog maar weinig verteld was over de jeugd en de achtergrond van Blutch, kon scenarist Cauvin voor dit verhaal een tweelingbroer voor hem verzinnen.